# Puig Bernat (Vallirana)
El Puig Bernat és una muntanya de 511 metres que es troba al municipi de Vallirana, a la comarca del Baix Llobregat. No s'ha de confondre amb la muntanya homònima, no gaire llunyana, on hi ha el Radar de Vallirana.